# Sports Car International Top Sports Cars
Het tijdschrift Sports Car International stelde in 2004 een lijst
samen van de beste sportwagen van de voorbije decennia. Daarbij maakten
ze een lijst per decennium en een algemene. Hoewel het natuurlijk
gaat om de mening van de makers van het tijdschrift is deze lijst
een goed beginpunt om meer over de geschiedenis van de sportwagen te
weten te komen. De volgende gegevens zijn uit het tijdschrift afkomstig:
(*) Komt ook voor op de
algemene lijst.

## Algemeen
| Rang | Model                | Productie          | Motor            | Land                                 |
| ---- | -------------------- | ------------------ | ---------------- | ------------------------------------ |
| 1.   | Ferrari 250 GTO      | 39; 1962-1964      | 3,0 l V12        | Italië                               |
| 2.   | McLaren F1           | 107; 1994-1998     | 6,1 l V12        | Verenigd Koninkrijk                  |
| 3.   | Jaguar E-type        | 70.000+; 1961-1974 | 3,8/4,2 l I6     | Verenigd Koninkrijk                  |
| 4.   | Lamborghini Miura SV | ~150; 1966-1973    | 3,9 l V12        | Italië                               |
| 5.   | Mercedes-Benz 300 SL | 1.400; 1954-1965   | 2,5 l I6         | Duitsland                            |
| 6.   | Porsche Carrera RS   | 1.636; 1972-1974   | 2,7 l            | Duitsland                            |
| 7.   | Porsche 356C         | 1.171; 1948-1965   | 1,1/1,3/1,5 l I4 | Duitsland                            |
| 8.   | Porsche Carrera GT   | 1.270; 2004-2006   | 5,7 l V10        | Duitsland                            |
| 9.   | Shelby 289 Cobra     | 1962-1968          | 4,2/4,7/7,0 l V8 | Verenigd Koninkrijk Verenigde Staten |
| 10.  | Mazda MX-5 (Miata)   | 700.000; 1989+     | 1,6/1,8/2,0 I4   | Japan                                |

## Jaren 2000
| Rang | Model                   | Productie        | Motor         | Land                |
| ---- | ----------------------- | ---------------- | ------------- | ------------------- |
| 1.   | Porsche Carrera GT (*)  | 1.270; 2004-2006 | 5,7 l V10     | Duitsland           |
| 2.   | Ford GT                 | 2.970; 2004-2006 | 5,4 V8        | Verenigde Staten    |
| 3.   | Ferrari Enzo            | 400; 2002-2005   | 6,0 l V12     | Italië              |
| 4.   | Pagani Zonda            | 37+; 1999+       | 6,0 l V12     | Italië              |
| 5.   | Lotus Elise Series I    | 1995-2001        | 1,8 l I4      | Verenigd Koninkrijk |
| 6.   | Porsche Boxster S (986) | 1996+            | 3,2 l I6      | Duitsland           |
| 7.   | Porsche 996 GT3         | 1998-2004        | 3,4/3,6 l I6  | Duitsland           |
| 8.   | Lamborghini Gallardo    | 3.000+; 2004+    | 5,0 l V10     | Italië              |
| 9.   | Lamborghini Murcielago  | ; 2002+          | 6,2/6,5 l V12 | Italië              |
| 10.  | Subaru Impreza WRX      | 1992+            | 2,0 I4        | Japan               |

## Jaren 1990
| Rang | Model                  | Productie          | Motor             | Land                |
| ---- | ---------------------- | ------------------ | ----------------- | ------------------- |
| 1.   | Mazda MX-5 (Miata) (*) | 700.000; 1989+     | 1,6/1,8/2,0 I4    | Japan               |
| 2.   | Porsche Boxster (986)  | 1996+              | 2,5/2,7 l I6      | Duitsland           |
| 3.   | Ferrari 550            | 1996-2001          | 5,5 l V12         | Italië              |
| 4.   | McLaren F1 (*)         | 107; 1994-1998     | 6,1 l V12         | Verenigd Koninkrijk |
| 5.   | Porsche 993            | 1993-1998          | 3,6/3,8 l I6      | Duitsland           |
| 6.   | Honda NSX              | 18.000; 1990-2005  | 3,0/3,2 l V6      | Japan               |
| 7.   | Ferrari F355           | ~12.000; 1994-1999 | 3,5 l V8          | Italië              |
| 8.   | Nissan 300ZX (Z32)     | 1990-1999          | 3,0 V6            | Japan               |
| 9.   | Lotus Elise Series 2   | 2001-2007          | 1,8 l I4          | Verenigd Koninkrijk |
| 10.  | Mazda RX-7 FD          | 1992-2002          | 1,3 l wankelmotor | Japan               |

## Jaren 1980
| Rang | Model                    | Productie         | Motor             | Land      |
| ---- | ------------------------ | ----------------- | ----------------- | --------- |
| 1.   | Porsche 959              | 200-; 1986-1988   | 2,8 l I6          | Duitsland |
| 2.   | Ferrari 288 GTO          | 272; 1984-1985    | 2,8 V8            | Italië    |
| 3.   | Volkswagen Golf GTI Mk I | 1974+             | 1,6/1,8 l I4      | Duitsland |
| 4.   | Audi Quattro             | 11.452; 1980-1991 | 2,1 l I5          | Duitsland |
| 5.   | Ferrari F40              | ~1.300; 1987-1992 | 2,9 l V8          | Italië    |
| 6.   | BMW M3 (E30)             | 1986+             | 2,3/2,5 l I4      | Duitsland |
| 7.   | Porsche 911 Carrera      | 1984-1989         | 3,2 l I6          | Duitsland |
| 8.   | Toyota MR2 (AW11)        | 1983-1989         | 1,6 l I4          | Japan     |
| 9.   | Renault 5 Turbo          | 4.987; 1980-1986  | 1,4 l I4          | Frankrijk |
| 10.  | Lamborghini Countach     | 2.042; 1974-1990  | 4,0/5,0/5,2 l V12 | Italië    |

## Jaren 1970
| Rang | Model                    | Productie          | Motor             | Land      |
| ---- | ------------------------ | ------------------ | ----------------- | --------- |
| 1.   | Mercedes-Benz 450SLC     | 1.406; 1972-1980   | 4,5 V8            | Duitsland |
| 2.   | Nissan 240Z              | 156.076; 1969-1983 | 2,4 I6            | Japan     |
| 3.   | Lamborghini Countach     | 2.042; 1974-1990   | 4,0/5,0/5,2 l V12 | Italië    |
| 4.   | Lamborghini Miura SV (*) | ~150; 1966-1973    | 3,9 l V12         | Italië    |
| 5.   | Ferrari 308              | ~12.600; 1975-1984 | 2,9 l V8          | Italië    |
| 6.   | Ferrari Dino             | 4.000-; 1968-1973  | 2,0/2,4 l V6      | Italië    |
| 7.   | Mazda RX-7 SA22C         | 1979-1980          | 1,3 l wankelmotor | Japan     |
| 8.   | Porsche Carrera RS (*)   | 1.636; 1972-1974   | 2,7 l             | Duitsland |
| 9.   | De Tomaso Pantera        | 7.260; 1970-1991   | 5,8 l V8          | Italië    |
| 10.  | BMW M1                   | 456; 1978-1981     | 3,5 l I6          | Duitsland |

## Jaren 1960
| Rang | Model                 | Productie          | Motor            | Land                                 |
| ---- | --------------------- | ------------------ | ---------------- | ------------------------------------ |
| 1.   | Jaguar E-type (*)     | 1961-1974          | 3,8/4,2 l I6     | Verenigd Koninkrijk                  |
| 2.   | Shelby 289 Cobra (*)  | 1962-1968          | 4,2/4,7/7,0 l V8 | Verenigd Koninkrijk Verenigde Staten |
| 3.   | Porsche 911           | ; 1964-1969        | 2,0/3,3 l I6     | Duitsland                            |
| 4.   | Lamborghini Miura     | ~750; 1966-1973    | 3,9 l V12        | Italië                               |
| 5.   | Corvette C2 Sting Ray | 117.964; 1963-1967 | 2,1/2,6/2,8 l V8 | Verenigde Staten                     |
| 6.   | Lotus Elan            | ~17.000; 1962-1975 | 1,6 l I4         | Verenigd Koninkrijk                  |
| 7.   | Ferrari 250 GT SWB    | 250; 1958-1960     | 3,0 l V12        | Italië                               |
| 7.   | Ferrari 275 GTB/4     | 1966-1968          | 3,3 l V12        | Italië                               |
| 8.   | Ferrari 250 GTO (*)   | 39; 1962-1964      | 3,0 l V12        | Italië                               |
| 10.  | Maserati Ghibli I     | 1967-1973          | 4,7 l V8         | Italië                               |
| 10.  | Porsche 356C (*)      | 1.171; 1948-1965   | 1,1/1,3/1,5 l I4 | Duitsland                            |
| 10.  | Ferrari 250 GT Lusso  | 348; 1962-1964     | 3,0 l V12        | Italië                               |